# گرینت مولویگ
گرینت مولویگ (انگلیسی: Grynet Molvig؛ زادهٔ ۲۳ دسامبر ۱۹۴۲) هنرپیشه، خوانندگی اهل نروژ است.
از فیلم‌ها یا برنامه‌های تلویزیونی که وی در آن نقش داشته‌است می‌توان به ملوانان اشاره کرد.